# Sosijedad Kimika i Minera
Sosijedad Kimika i Minera de Čile (SQM) je čileanska hemijska kompanija i dobavljač biljnih hranljivih materija, joda, litijuma i industrijskih hemikalija. To je najveći svetski proizvođač litijuma.
Prirodni resursi SQM-a i njegovi glavni proizvodni kapaciteti nalaze se u pustinji Atakama u regionima Tarapaka i Antofagasta.

## Istorija

### Državno preduzeće (1968–1983)
Osnovana 1968. kao Sociedad Minera Mixta između privatnih investitora i države Čile (Kompanija Salitrera Anglo-Lautaro 62,5% i CORFO 37,5%). Nova kompanija je sastavljena od kombinacije depozita i imovine Compañía Salitrera Anglo-Lautaro i Empresa Salitrera Victoria u vlasništvu CORFO-a.
Krajem 1966. godine pojavio se problem isticanja roka državnog preduzeća kojim je rukovodila COVENSA 30. jula 1968. godine, i potreba za nalaženjem načina da se organizuje industrija nitrata. Pregovori sa Anglo-Lautarom o uspostavljanju partnerstva doveli su do stvaranja SQM-a, sa namerom da se restruktuiše opadajuća proizvodnja nitrata, povećaju ulaganja i poboljša eksploatacija. Kao rezultat toga, SQM je dobio monopol u eksploataciji i komercijalizaciji nitrata.
Država Čile je 1971. godine preko CORFO-a stekla 100% imovine i time je nacionalizovana eksploatacija nitrata.

### Privatna kompanija (1983–)
Između 1983. i 1988, firma je ponovo privatizovana za vreme vojne diktature, prenoseći čileansku državnu kompaniju na Hulija Ponsea Lerua, tadašnjeg zeta Avgusta Pinočea, za 20.300 miliona pezosa kroz prenos 93% državnih akcija uprkos činjenici da je vrednost bila približno 35.800 miliona pezosa.
Godine 1993, počela je sa radom fabrika kalijum nitrata tehničkog kvaliteta.
Godine 1995, SQM je uvršten na Njujoršku berzu i započeo je proizvodnju kalijum hlorida iz Salar de Atakame. Proizvodnja litijum karbonata iz Salar del Karmena počela je 1997. U godinama koje su usledile, posao je internacionalizovan kroz akvizicije i zajednička ulaganja:
- akvizicija kompanije Kemira Emirates Fertilizer (2005),
- preuzimanje jodnog poslovanja DSM-a (2006),
- Zajednička ulaganja sa Koromandelom u Indiji (2009),
- Zvezda Kingdao u Kini (2009),
- Rolier u Francuskoj (2009), posao ishrane biljaka,
- Litijum-Amerika korporacija u Kanadi (2016.) za vođenje litijumskog projekta Kaučari-Olaroz u Huhuju, Argentina.[6] Godine 2018, prodat je udeo u Ganfeng litijumu[7]
- Kidman Resources u Australiji (2017), postrojenje koje se bavi formiranjem kovalentnog litijuma[8] za upravljanje projektom rudnika planina Holand. Kidman Resources je kasnije preuzeo Vesfarmers.

U 2015, najveći akcionar sa 32% bila je Pampa grupa Hulija Ponsa Lerua.
U 2015. godini, nakon oštećenja pruge od poplava, transport nitrata do luke železnicom zamenjen je kamionskim.
Godine 2018, kineska Tijanki litijum korporacija kupila je 23,77% udela u SQM od kanadske rudarske kompanije Nutrien Ltd. U 2019. Tijanki litijum je postigao dogovor o upravljanju SQM-om sa ključnim akcionarom Hulijom Ponce Leruom.
U oktobru 2023, SQM je kupio 30% udela u australijskoj kompaniji Pira litijum.

## Spoljašnje veze
- Zvanični veb-sajt